# Sabethes tridentatus
Sabethes tridentatus är en tvåvingeart som beskrevs av Nelson Leander Cerqueira 1961. Sabethes tridentatus ingår i släktet Sabethes och familjen stickmyggor. Inga underarter finns listade i Catalogue of Life.